# Tarabuquillo
Tarabuquillo ist eine Ortschaft im Departamento Chuquisaca im südamerikanischen Andenstaat Bolivien. 

## Lage im Nahraum
Tarabuquillo liegt in der Provinz Tomina und ist eine Gemeinde im südlichen Teil des Municipio Tomina. Die Ortschaft liegt auf einer Höhe von 2287 m am Río Tarabuquillo, der wenige Kilometer flussabwärts in den Río Tomina mündet, der in nördlicher Richtung zum Río Grande führt. Die von Norden nach Süden verlaufenden Höhenzüge bei Tarabuquillo erreichen Höhen von bis über 2700 m.

## Geographie
Tarabuquillo liegt im Übergangsbereich zwischen der Anden-Gebirgskette der Cordillera Central und dem bolivianischen Tiefland. Das Klima der Region ist semi-humid und ein typisches Tageszeitenklima, bei dem die mittleren Temperaturschwankungen zwischen Tag und Nacht deutlicher ausfallen als zwischen den Jahreszeiten.
Die Jahresdurchschnittstemperatur der Region liegt bei etwa 19 °C (siehe Klimadiagramm Tomina) und schwankt nur unwesentlich zwischen knapp 16 °C im Juni und Juli und knapp 21 °C von November bis Januar. Der Jahresniederschlag beträgt etwa 600 mm, bei einer ausgeprägten Trockenzeit von April bis September mit Monatsniederschlägen unter 25 mm, und einer Feuchtezeit von Dezember bis Februar mit 100 bis 125 mm Monatsniederschlag.

## Verkehrsnetz
Tarabuquillo liegt in einer Entfernung von 178 Straßenkilometern südöstlich von Sucre, der Hauptstadt des Departamentos.
Von Sucre aus führt die 976 Kilometer lange Nationalstraße Ruta 6 in südöstlicher Richtung über Zudáñez, Tarabuco und Yamparáez nach Tomina und weiter nach Padilla und von dort in das bolivianische Tiefland.
Acht Kilometer südlich von Tomina an der Mündung des Río Tarabuquillo in den Río Tomina zweigt eine unbefestigte Landstraße in südlicher Richtung ab, folgt dem Río Tarabuquillo aufwärts und erreicht nach fünfzehn Kilometern die Ortschaft Tarabuquillo. Die Straße führt dann über eine Passhöhe von 2420 m weiter in südlicher Richtung nach Sopachuy und Azurduy.

## Bevölkerung
Die Einwohnerzahl der Ortschaft ist in den vergangenen beiden Jahrzehnten um mehr als ein Drittel angestiegen:
| Jahr | Einwohner | Quelle       |
| ---- | --------- | ------------ |
| 1992 | 255       | Volkszählung |
| 2001 | 300       | Volkszählung |
| 2012 | 343       | Volkszählung |
| 2024 |           | Volkszählung |

In der Region lebt ein deutlicher Anteil indigener Bevölkerung, im Municipio Sopachuy sprechen 94,0 Prozent der Einwohner Quechua.